# O. G. S. Crawford
Vous lisez un « article de qualité » labellisé en 2023.
Pour les articles homonymes, voir Crawford.
Osbert Guy Stanhope Crawford, né le 28 octobre 1886 et mort le 28 novembre 1957, plus connu sous le nom d'O. G. S. Crawford, est un archéologue britannique spécialisé dans l'étude de la préhistoire de la Grande-Bretagne et de l'archéologie du Soudan. Effectuant la majeure partie de sa carrière en tant qu'officier archéologique de l'Ordnance Survey (OS), il écrit une série d'ouvrages sur des sujets archéologiques et est un fervent partisan de l'archéologie aérienne. Photographe prolifique, il prend environ 10 000 photographies entre 1931 et 1957.
O. G. S. Crawford naît à Bombay en Inde britannique, d'une famille écossaise de la classe moyenne. Enfant, il vit en Angleterre et est élevé par ses tantes à Londres ainsi que dans le Hampshire. Il étudie la géographie au Keble College à Oxford et travaille brièvement dans ce domaine avant de se consacrer professionnellement à l'archéologie. Employé par le philanthrope Henry Wellcome, Crawford supervise les fouilles d'Abu Geili au Soudan avant de retourner en Grande-Bretagne peu de temps avant la Première Guerre mondiale. Pendant le conflit, il sert au sein du London Scottish Regiment et du Royal Flying Corps, où il participe à la reconnaissance terrestre et aérienne le long du front de l'Ouest. Après une blessure qui le contraint à une convalescence en Angleterre, il retourne sur le front, où il est capturé par l'armée allemande en 1918 et détenu comme prisonnier de guerre jusqu'à la fin du conflit.
En 1920, il est employé par l'Ordnance Survey. À ce poste, il fait le tour de la Grande-Bretagne pour localiser les sites archéologiques dans le paysage, ce qui lui permet d'identifier plusieurs sites inconnus auparavant. De plus en plus intéressé par l'archéologie aérienne, il obtient des photographies aériennes produites par la Royal Air Force, et détermine l'emprise de l'Avenue de Stonehenge, qu'il fouille en 1923. Avec l'archéologue Alexander Keiller, il mène une étude aérienne dans de nombreux comtés du sud de l'Angleterre et contribue à la collecte des fonds nécessaires pour acquérir les terres autour de Stonehenge et les présenter au National Trust dans le but d'éviter qu'elles ne soient ultérieurement endommagées par le développement agricole ou urbain. En 1927, il crée la revue scientifique Antiquity, qui recueille des contributions de nombreux archéologues parmi les plus éminents de Grande-Bretagne et, en 1939, il accède à la présidence de The Prehistoric Society. Internationaliste et socialiste, il est influencé par le marxisme et devient un temps sympathisant soviétique. Pendant la Seconde Guerre mondiale, il travaille avec les Archives historiques de l'Angleterre, il est chargé d'un projet de documentation photographique à Southampton. Après sa retraite en 1946, il se concentre à nouveau sur l'archéologie soudanaise et écrit plusieurs livres.
Ses amis et collègues se souviennent de lui comme d'un individu acariâtre et irritable. Ses contributions à l'archéologie britannique, y compris dans Antiquity et l'archéologie aérienne, sont en revanche largement saluées ; certains l'ont qualifié d'une des grandes figures pionnières dans le domaine. Ses archives photographiques restent utiles aux archéologues jusqu'au XXIe siècle.

## Biographie

### Jeunesse et Première Guerre mondiale

#### Enfance: 1886-1904
O. G. S. Crawford naît le 28 octobre 1886 à Breach Candy, une banlieue de Bombay, en Inde britannique,,,. Son père, Charles Edward Gordon Crawford, est un fonctionnaire qui a étudié au Marlborough College et au Wadham College à Oxford avant de déménager en Inde, où il devient juge à la Haute Cour de Thane,,,. La famille Crawford vient du comté d'Ayrshire, en Écosse, et le grand-oncle de l'enfant est l'homme politique Robert Wigram Crawford,. La mère de Crawford, Alice Luscombe Mackenzie, est la fille d'un médecin de l'armée écossaise et de son épouse originaire du Devonshire. Alice meurt quelques jours après la naissance de son fils,,, et, à l'âge de trois mois, Crawford est envoyé en Angleterre à bord du Bokhara de la P&O liner. Pendant le voyage, il est confié aux soins de sa tante paternelle Eleanor, une religieuse anglicane à la tête du couvent de Poona de la Communauté de Sainte-Marie-la-Vierge.

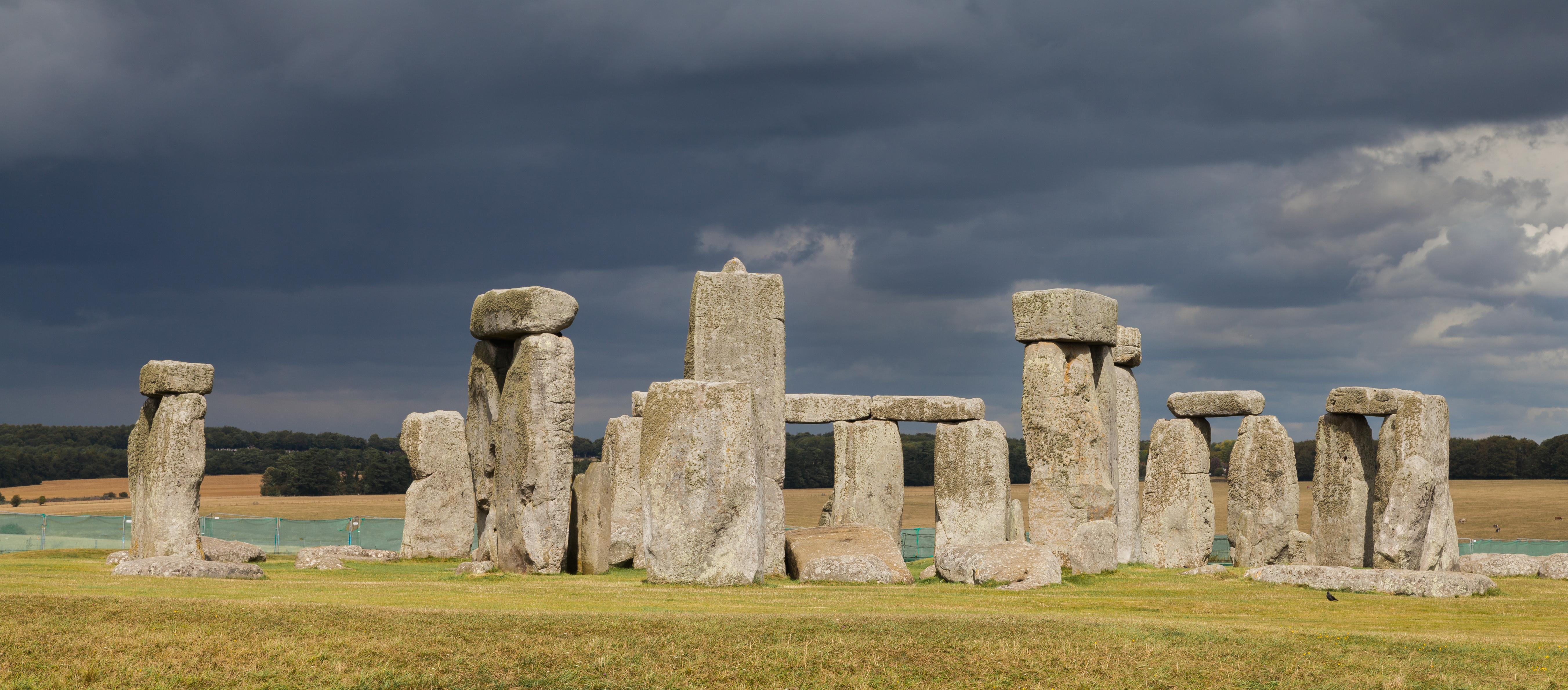
Crawford a développé une passion pour l'archéologie en visitant des sites comme Stonehenge (2014).

En Grande-Bretagne, il passe ses sept premières années avec ses deux tantes paternelles qui vivent ensemble près de Portland Place dans le quartier Marylebone, au centre de Londres,,. Enfants d'un ecclésiastique écossais, elles sont, comme son père, des chrétiennes pieuses. Sous leur tutelle, Crawford a peu de contacts avec d'autres enfants ou avec des hommes. Il ne voit son père qu'à quelques reprises lorsque ce dernier visite l'Angleterre, avant sa mort en Inde en 1894,. En 1895, ses deux tantes emménagent avec lui dans une maison rurale à East Woodhay dans le Hampshire,,,. D'abord scolarisé au Park House School, un établissement particulièrement apprécié par Crawford, il poursuit ses études au Marlborough College, l'alma mater de son père. Il se plaint alors des brimades et des activités sportives obligatoires, qualifiant l'établissement de « maison de torture détestable »,,,.
À l'école, Crawford est influencé par son professeur F. B. Malim, qui préside la section archéologique du college de la Natural History Society (Société d'histoire naturelle) et suscite l'intérêt du garçon pour le sujet,,,. Il est possible que Malim soit devenu comme une figure paternelle aux yeux du jeune homme. Avec la société, Crawford visite des sites archéologiques dont Stonehenge, West Kennet Long Barrow, Avebury ou Martinsell,,. C'est aussi par l'intermédiaire de la société qu'il obtient des cartes de l'Ordnance Survey lui permettant d'explorer les terrains près de la maison de ses tantes. Il commence la fouille d'un tumulus près de Bull's Copse, attirant ainsi l'attention de l'antiquaire Harold John Edward Peake, qui participe alors à la compilation de Victoria County History of Berkshire,,. Peake et sa femme mènent une vie bohème. Végétariens et réformateurs sociaux, leurs opinions ont un fort impact sur Crawford. Sous leur influence, Crawford rejette son éducation religieuse au profit d'une vision rationaliste du monde, fondée sur la science. Crawford apprend de Peake que la compréhension des sociétés du passé se fait en examinant le paysage géographique plutôt qu'en se contentant de textes ou d'artefacts.

#### Université et début de carrière: 1905-1914

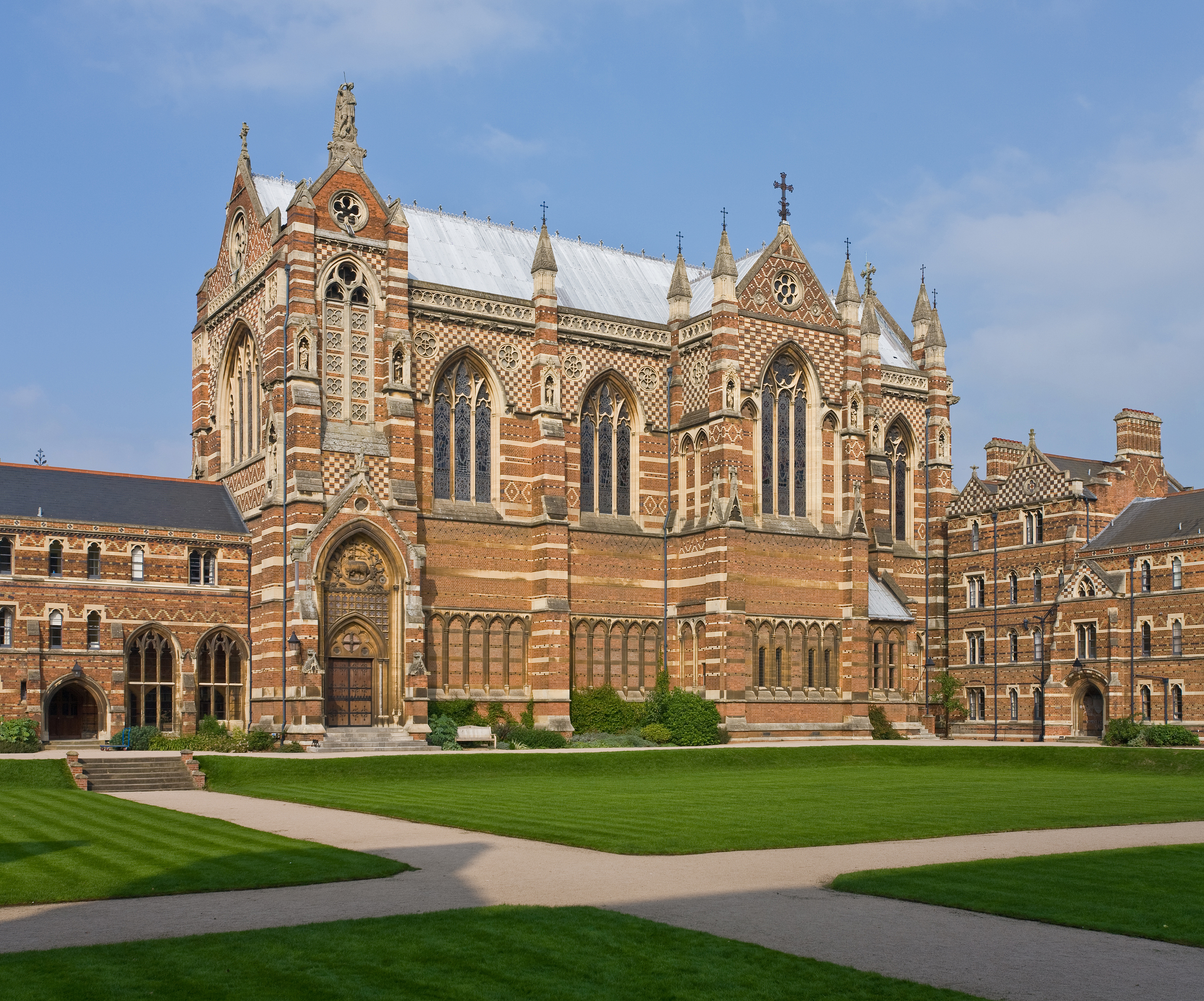
Keble College à Oxford en 2006.

Après ses études, Crawford obtient une bourse pour étudier au Keble College à Oxford,,. Là, il commence à étudier les literae humaniores en 1905, mais, après avoir obtenu seulement une note de troisième classe dans sa deuxième année d'examens, il change de cours pour étudier la géographie en 1908,,. En 1910, il obtient une distinction pour son diplôme, pour lequel il a mené une étude sur le paysage entourant Andover,,. Exprimant son intérêt pour la relation entre la géographie et l'archéologie, il écrit également un article sur la répartition géographique des haches plates en bronze et des gobelets de l'Âge du bronze dans les îles britanniques au cours d'une visite guidée en Irlande. Il est présenté à l'Oxford University Anthropological Society (Société anthropologique de l'université d'Oxford) avant d'être publié dans The Geographical Journal,,,. L'archéologue Grahame Clark raconte plus tard que le document « marquait une étape importante dans l'archéologie britannique ; c'était la première tentative réelle de déduire les événements préhistoriques à partir de la répartition géographique des objets archéologiques ». Le collègue archéologue de Crawford, Mark Bowden, déclare que même si des cartes de répartition archéologique ont déjà été produites, « les données archéologiques n'avaient jamais été combinées à l'information environnementale auparavant » comme l'a fait Crawford dans cet article.
Après l'obtention de son diplôme, le professeur A. J. Herbertson lui propose un poste de démonstrateur au département de géographie de l'université. Crawford accepte et il occupe le poste d'enseignant au cours de l'année suivante,,. Herbertson présente Crawford au géographe Patrick Geddes. Crawford décide alors de concentrer son attention sur l'archéologie plutôt que sur la géographie, même si peu de postes professionnels dans ce domaine existent en Grande-Bretagne à l'époque,,. Cherchant ailleurs un emploi en archéologie, il postule alors à une bourse Craven Fellowship et à un poste au musée de Bombay, mais sans succès.
Sur la recommandation de Herbertson, en 1913, Crawford obtient un emploi d'assistant pour l'expédition de William Scoresby et Katherine Routledge à l'île de Pâques, dont l’objectif est d’accroître les connaissances sur les premiers habitants de l'île et sur ses statues Moaï. En les informant qu'ils ont fait preuve d'un « exceptionnel manque de courtoisie » et d'une « avarice déplorable » envers lui et les autres membres de l'équipage, il quitte le navire au Cap-Vert et il retourne en Grande-Bretagne,,,. Il trouve ensuite un emploi auprès du riche philanthrope Henry Wellcome, qui l'envoie en Égypte parfaire sa formation en fouilles archéologiques auprès de G. A. Reisner. Wellcome l'envoie ensuite au Soudan, où Crawford est chargé de l'excavation du site méroïtique d'Abu Geili. Il y reste de janvier à juin 1914,,,. À son retour en Angleterre, où il prévoyait de trier les objets trouvés au Soudan, il entreprend avec son ami Earnest Hooton l'excavation d'un tumulus allongé à Wexcombe Down dans le Wiltshire,,.

#### Première Guerre mondiale: 1914-1918
C'est au moment où Crawford entreprend cette fouille que le Royaume-Uni entre dans la Première Guerre mondiale,. Encouragé par Peake, Crawford s'enrôle dans l'Armée britannique, se joignant au London Scottish Regiment, et est envoyé pour renforcer le premier bataillon sur le front occidental,,. Le bataillon se rend à Béthune pour secourir la ligne britannique, combattant à Givenchy. Crawford souffre de la grippe et du paludisme et, en février, il est déclaré invalide ; il retourne en Angleterre et reste à Birmingham pour sa convalescence. Après s'être rétabli, il présente une demande d'adhésion au Royal Flying Corps (RFC), mais il est en surpoids. Il est appelé en mai 1915. En juillet 1915, il se joint au Royal Berkshire Regiment dans le cadre de la Troisième Armée, étant affecté à Beauval puis à Saint-Pol-sur-Ternoise,. Utilisant ses compétences, il sert comme officier cartographe et est chargé de dessiner les cartes des zones autour de la ligne de front, y compris les positions de l'armée allemande,. Il prend également des photographies qui sont utilisées à des fins de propagande britannique et, en 1916, il guide l'écrivain H. G. Wells dans les tranchées lors de la visite de ce dernier au front.
« [Archaeology] will provide new material for the education of future generations — material that, if it is used at all, must help to weaken the consciousness of nationality and strengthen that of universal brotherhood. It has done that for me at any rate. »
— Crawford, dans une lettre à H.G. Wells. 
        
« [L'archéologie] fournira un nouveau support pour l'éducation des générations futures — support qui, s'il est entièrement exploité, doit contribuer à affaiblir la conscience de la nationalité et à renforcer celle de la fraternité universelle. Elle l'a fait pour moi, en tout cas. »
En janvier 1917, Crawford se joint au No. 23 Squadron RFC, qui survole les lignes ennemies pour faire des observations et dessiner des cartes, à titre d'observateur,,. Lors de son premier vol, l'armée allemande ouvre le feu sur son avion et il est grièvement blessé au pied droit,,. Pour se rétablir, il passe du temps dans divers hôpitaux en France et en Angleterre avant d'être envoyé à l'hôpital auxiliaire du RFC au domaine Heligan dans les Cornouailles. Pendant ce temps, en Angleterre, il passe un week-end chez Wells à Dunmow, dans l'Essex, partageant le désir de ce dernier d'avoir un gouvernement mondial uni et l'idée que la rédaction d'articles sur l'histoire mondiale est une contribution à cette cause. À Heligan, Crawford commence à travailler sur un livre, Man and his Past, dans lequel il analyse un large pan de l'histoire humaine d'un point de vue archéologique et géographique.
En septembre 1917, Crawford, promu officier du renseignement d'escadron, se joint au No. 48 Squadron RFC, pour lequel il prend de nouveau des photographies aériennes lors de missions de reconnaissance. En février 1918, l'avion dans lequel il vole est contraint d'atterrir en territoire allemand ; Crawford et son copilote sont faits prisonniers,. Il est d'abord incarcéré à Landshut en Bavière, d'où il tente de s'échapper en descendant à la nage l'Isar ; le courant de la rivière s'avère trop fort et il est plus tard repris,. Il est ensuite transféré au camp de prisonniers de guerre de Holzminden, où il a connaissance d'un plan d'évasion consistant à creuser un tunnel hors du camp, mais il n'y participe pas. Au lieu de cela, il passe une grande partie de son temps à travailler sur Man and his Past et à lire des œuvres de Wells, Carl Gustav Jung et Samuel Butler,,,. Crawford reste dans le camp pendant sept mois, jusqu'à la déclaration d'armistice, où il retourne en Grande-Bretagne et est démobilisé,.

### Carrière: 1920-1945

#### Ordnance SurveyetAntiquity
« I appointed O. G. S. Crawford to the Ordnance Survey as Archaeological Officer in October 1920. I consulted Marett and he said that Crawford was just the man for the post, which I established to get the archaeology of the national maps into order: for there still survived "giants' graves" and such titles, and a larger number of objects of antiquarian interest remained unmarked on the maps ... No one could have been more thorough and capable in carrying out this most interesting work, and, so far as his labours extended the maps presented to the public a mass of archaeological information shown by no other national surveys. »
— Charles Close. 
        
« En octobre 1920, j'ai nommé O. G. S. Crawford à l'Ordnance Survey en tant qu'officier archéologue. J'ai au préalable consulté Marett qui m'a confirmé que Crawford est l'homme idéal pour ce poste que j'ai créé afin de mettre de l'ordre dans les cartes archéologiques nationales  : car il reste encore quelques "tombes de géants" et autres vestiges majeurs, ainsi qu'un grand nombre d'objets d'intérêt pour l'antiquité qui ne sont pas encore répertoriés sur les cartes... Nul autre que lui n'aurait pu être plus minutieux et capable pour mener à bien ce travail, et surtout, ses contributions ont permis de développer les cartes destinées au public qui désormais fournissent une masse d'informations archéologiques inédites. »
De retour en Angleterre, Crawford achève Man and his Past, qui est publié par Oxford University Press en 1921,,. Selon l'historien de l'archéologie Adam Stout, le livre est « un manifeste, un cri de ralliement pour une nouvelle génération d'archéologues qui partagent l'idéalisme et la foi dans le potentiel du Progrès ». Bowden suggère qu'il pourrait être considéré comme un « manifeste pour la géoarchéologie, l'archéologie environnementale et l'archéologie économique. Le thème fédérateur est que tous ces sujets doivent être abordés à travers la compilation de cartes ». En abordant des méthodes géographiques de délimitation des « cultures », l'œuvre s'inscrit dans la tendance théorique de l'archéologie culturo-historique, mais ne cherche pas à appliquer le concept de culture de façon systématique.
Crawford reprend également les travaux de fouilles archéologiques pour la Cambrian Archaeological Association du Wiltshire et du Pays de Galles,. Au milieu des années 1920, il fouille à Roundwood, dans le Hampshire et sur l'île de Wight pour Sir William Portal,.
Son expertise l'amène à être invité par Charles Close, le directeur général de l'Ordnance Survey (OS), à intégrer cette organisation en tant que premier officier archéologue. Acceptant le poste, Crawford s'installe à Southampton et commence à travailler au projet en octobre 1920,,,,. Son arrivée à l'OS suscite un certain ressentiment, ses collègues considérant souvent son poste comme superflu et jugeant l'archéologie sans importance,. Son travail consiste à corriger et à mettre à jour les données sur les monuments archéologiques au fur et à mesure de la révision des cartes de l'OS, et l'amène à entreprendre de nombreux travaux sur le terrain, à parcourir le paysage britannique pour vérifier l'emplacement de sites précédemment répertoriés et à en découvrir de nouveaux,. Il commence dans le Gloucestershire à la fin de 1920, visitant deux cent huit sites autour de la chaîne de collines Cotswolds et ajoutant quatre-vingt-un tumulus inconnus sur la carte. Sur la base de ses recherches dans cette région, il publie en 1925 Long Barrows and the Stone Circles of the Cotswolds and the Welsh Marches,,.
Dans le cadre de son travail, il parcourt la Grande-Bretagne, de l'Écosse au nord jusqu'aux îles Scilly au sud, effectuant souvent son travail de terrain à bicyclette. Sur les sites archéologiques, il prend des photographies et les conserve dans ses archives. Il obtient également des photographies aériennes de sites archéologiques prises par la Royal Air Force,. Il est aidé en cela par les sociétés antiquaires régionales et par ses correspondants, qu'il surnomme ses « furets »,. En 1921, l'Ordnance Survey publie le travail de Crawford, Notes on Archaeology for Guidance in the Field, dans lequel il explique comment les archéologues amateurs peuvent identifier des traces d'anciens monuments, routes et activités agricoles dans le paysage. Il commence également à produire des « cartes d'époque » dans lesquelles les sites archéologiques sont identifiés ; le premier d'entre eux se trouve en Bretagne romaine, et comporte des routes et des colonies romaines. Publiée pour la première fois en 1924, elle est rapidement épuisée, ce qui donne lieu à une deuxième édition en 1928,,. Il suit avec d'autres cartes dans les années 1930 : England in the Seventeenth Century, Celtic Earthworks of Salisbury Plain, Neolithic Wessex et Britain in the Dark Ages,. Bien que son poste soit initialement précaire, il devient permanent en 1926, malgré la réticence du Trésor britannique, qui finance à cette époque l'OS. En 1938, il persuade l'OS d'embaucher un assistant, W. F. Grimes, pour l'aider dans son travail,,.

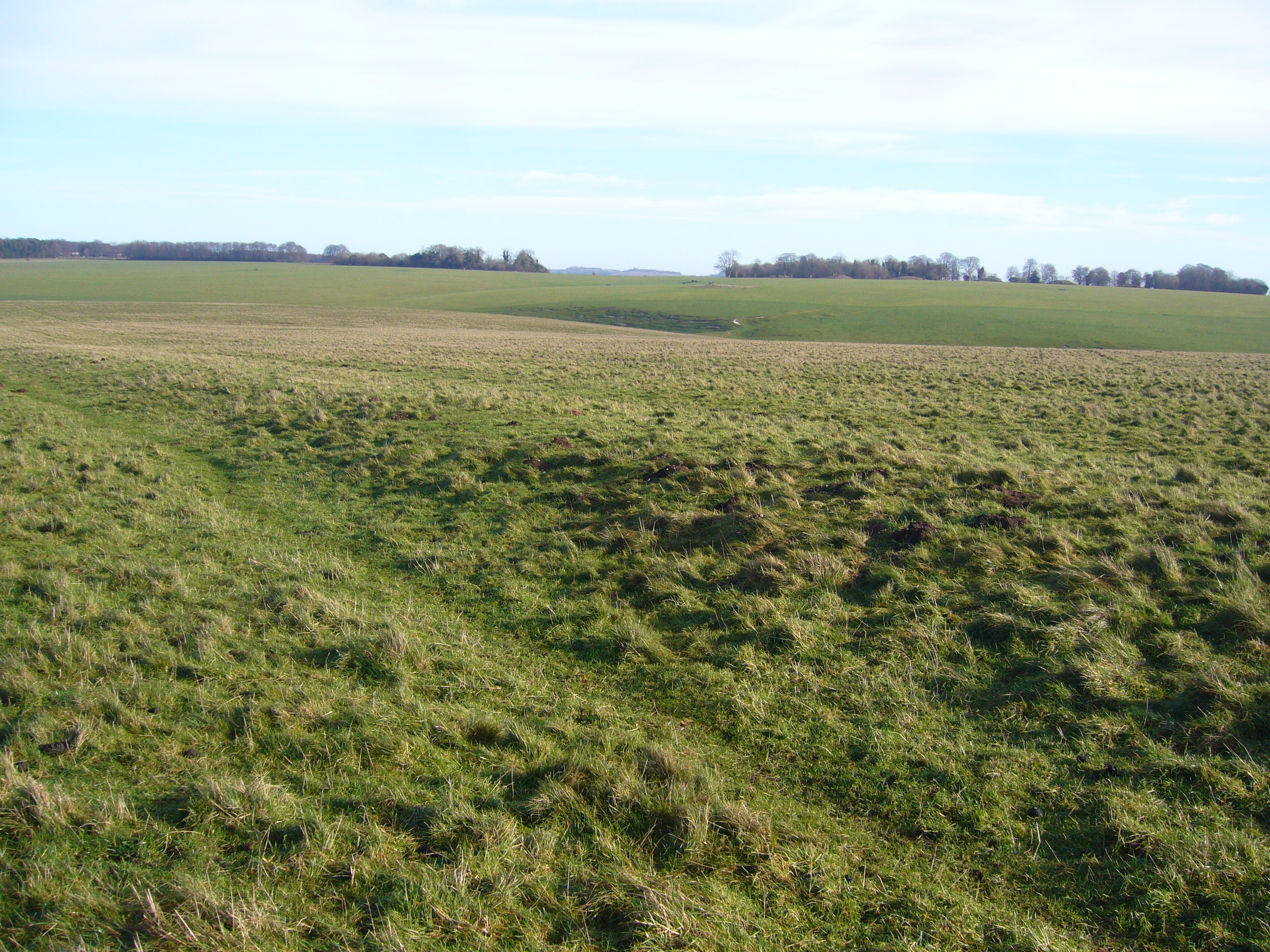
Zone nord-est de l'Avenue de Stonehenge.

Crawford s'intéresse particulièrement à la nouvelle technique de l'archéologie aérienne, affirmant que ce nouveau procédé est à l'archéologie ce que le télescope est à l'astronomie. Son importance pour l'archéologie aérienne est honorée par Welles dans son roman de 1939, The Shape of Things to Come, qui baptise un avion de reconnaissance qui découvre un ancien dispositif archéologique « Crawford ». Il produit deux dépliants de l'OS contenant des photographies aériennes, imprimés respectivement en 1924 et en 1929. À travers ces travaux et d'autres, il s'attache à promouvoir l'archéologie aérienne, en s'impliquant de plus en plus dans la technique. Ce n'est pas un photographe aérien passionné et il ne prend pas de photographies, mais il en recueille plusieurs lors de visites dans les bases de la RAF ou (dans les années 1930) auprès des pilotes et photographes George W. G. Allen et Gilbert Insall. Il se sert de sources telles que les cartes de délimitation des frontières anglo-saxonnes, les noms de lieux et le folklore pour identifier les probables sites préhistoriques et romains.
À l'aide de photographies aériennes de la RAF, Crawford détermine la longueur de l'Avenue de Stonehenge avant d'entreprendre une excavation du site avec A. D. Passmore à la fin de 1923. Ce projet attire l'attention de la presse, ce qui amène le magnat de la marmelade et archéologue, Alexander Keiller à contacter Crawford. Keiller l'invite à se joindre à lui pour un relevé aérien, financé par Keiller, pendant lequel ils survolent le Berkshire, le Dorset, le Hampshire, le Somerset et le Wiltshire en 1924, en prenant des photographies de traces archéologiques dans le paysage,,. Plusieurs de ces images sont publiées dans Wessex from the Air de Crawford et Keiller en 1928,,,,. En 1927, Crawford et Keiller apportent leur aide pour réunir les fonds nécessaires afin d'acquérir les terres autour de Stonehenge et les présenter au National Trust dans le but d'éviter qu'elles ne soient ultérieurement endommagées par un développement agricole ou urbain,,. Auparavant, en 1923, Crawford a aidé Keiller à faire campagne pour empêcher qu'un mât de radio ne soit érigé sur Windmill Hill, un site archéologique important dans le Wiltshire, Keiller achetant plus tard la colline et les alentours d'Avebury. Malgré cette relation de travail, les deux hommes ne deviennent jamais amis, peut-être à cause de leurs opinions et intérêts très divergents en dehors de l'archéologie.
En 1927, Crawford fonde Antiquity: A Quarterly Review of Archaeology, une revue trimestrielle conçue pour rassembler les recherches d'archéologues du monde entier qui s'efforcent de compléter les divers périodiques régionaux alors disponibles,,. Crawford, en particulier, considère Antiquity comme une rivale d'Antiquaries Journal publiée par la Society of Antiquaries of London. Crawford méprise les membres de cette dernière, n'aimant pas leur négligence de la préhistoire et croyant qu'ils font peu de recherche valables. Bien que conçue pour avoir une portée internationale, Antiquity montre un penchant marqué pour l'archéologie britannique, sa publication coïncidant avec l'éclosion de l'archéologie britannique en tant que domaine d'étude. Elle contient des contributions de divers jeunes archéologues voulant dominer l'archéologie britannique, dont Vere Gordon Childe, Grahame Clark, Cyril Fox, Christopher Hawkes, T. D. Kendrick, Stuart Piggott et Mortimer Wheeler,. Ils partagent la volonté de Crawford de professionnaliser le domaine, l'éloignant ainsi de la main-mise des antiquaires amateurs pour s'orienter vers une direction plus scientifique. Certains surnomment affectueusement Crawford « Ogs » ou « Uncle Ogs » ,.
La revue fait ses preuves dès le début. Bien qu'il ne recoure pas initialement à un processus d'évaluation par les pairs, Crawford demande à ses amis de lire les mémoires dont il n'est pas certain. En plus de chercher à façonner et à définir la discipline, Antiquity cherche à faire connaître les découvertes archéologiques à un public plus large, ce qui rend les revues savantes plus accessibles que les revues scientifiques préexistantes,. Cela a pour conséquence que Crawford reçoit des lettres de partisans de diverses idées pseudoarchéologiques, telles que la théorie de l'alignement de sites d'Alfred Watkins ; il classe ces lettres dans une section de ses archives intitulée Crankeries (littéralement, « Excentricités ») et est contrarié que les gens instruits croient en de telles idées alors qu'elles sont manifestement incorrectes,. Il refuse une publicité dans Antiquity pour The Old Straight Track de Watkins, qui devient très amer à son égard. En 1938, Crawford est président de The Prehistoric Society ; à ce titre, il initie une série de fouilles, invitant l'archéologue allemand Gerhard Bersu, persécuté en Allemagne par les autorités nazies, à se rendre en Angleterre pour superviser les fouilles de Little Woodbury,,.

#### Visites à l'étranger et approche du marxisme
« Above all [Crawford] has shown what can be done by a combination of intensive field-work with methodical revision and interpretation, to build up a fabric of scientific knowledge out of scattered and inexpert observations, and literally to "put upon the map" the outlines of British prehistory. »
—  John L. Myres, 1951. 
        
« En particulier, [Crawford] a montré ce qu'il était possible de faire en combinant un travail de terrain approfondi avec une refonte de la méthode et de l'interprétation, pour constituer une base de connaissances scientifiques à partir d'observations éparses et souvent inadéquates, et littéralement dans le but de « mettre en carte » les caractéristiques essentielles de la préhistoire britannique. »
Crawford aime voyager à l'étranger. En 1928, l'OS l'envoie au Moyen-Orient pour récupérer des photographies aériennes produites pendant la Première Guerre mondiale et conservées à Bagdad, Amman et Héliopolis,. Au milieu de l'année 1931, il se rend en Allemagne et en Autriche, ce qui renforce son intérêt pour la photographie en achetant un appareil de marque Voigtländer. Il se rend par la suite en Italie avec l'intention d'étudier la possibilité de produire des cartes selon les standards de l'OS dans le but d'identifier les sites archéologiques du pays et, en novembre 1932, il rencontre le leader italien Benito Mussolini, qui s'intéresse aux idées de Crawford sur la création d'une carte des sites archéologiques romains. Cela fait partie d'un projet plus vaste visant à produire une série de cartes couvrant la totalité de l'Empire romain, pour lequel Crawford visite diverses parties de l'Europe à la fin des années 1920 et dans les années 1930. Les destinations de vacances comprennent l'Allemagne, l'Autriche, la Roumanie, la Corse, Malte, l'Algérie et la Tunisie et, en 1936, il achète un terrain à Chypre sur lequel il fait construire une maison. Au cours de ces vacances, il visite des sites archéologiques et rencontre des archéologues locaux, les invitant à contribuer aux articles de Antiquity,.
Crawford croit que la société progresserait avec la croissance de l'internationalisme et au recours accru à la science. Politiquement, il s'oriente vers le socialisme sous l'influence de Childe, qui devient un ami proche,. Il exprime l'opinion selon laquelle le socialisme est « le corollaire naturel de la science dans la régulation des affaires humaines »,. Il tente d'incorporer les idées marxistes dans ses interprétations archéologiques, notamment en rédigeant des articles comme The Dialectical Process in the History of Science (Le processus dialectique dans l'histoire de la science), qui est publié dans The Sociological Review. Il s'enthousiasme pour l'Union soviétique, un état gouverné par le Parti communiste marxiste, qu'il considère comme le précurseur d'un futur État du monde.
Avec son ami Neil Hunter, il se rend en Union soviétique en mai 1932, naviguant à bord du Smolny jusqu'à Leningrad. Une fois sur place, ils suivent un itinéraire touristique prescrit, visitant Moscou, Nijni Novgorod, Stalingrad, Rostov-sur-le-Don, Tbilissi, l'Arménie, Batoumi et Soukhoumi. Crawford admire ce qu'il perçoit comme le progrès que l'Union soviétique a accompli depuis la chute du régime tsariste, le statut de plus en plus dépourvu de classes sociales et égalitaire de sa population, et le respect accordé aux scientifiques dans la planification de son développement sociétal. Il décrit ses vacances avec enthousiasme dans un livre intitulé A Tour of Bolshevy, déclarant qu'il l'a fait pour « hâter la chute du capitalisme » tout en amassant « autant d'argent que possible » avec les capitalistes. Le livre est rejeté par l'éditeur Victor Gollancz, après quoi Crawford décide de ne plus s'adresser à d'autres éditeurs, donnant plutôt des copies dactylographiées de l'œuvre à ses amis. Bien qu'il se soit engagé auprès de l'Association internationale des amis de l'Union soviétique et qu'il ait écrit plusieurs articles pour le journal Daily Worker, il n'adhère jamais au Parti communiste de Grande-Bretagne et ne s'engage jamais dans la politique organisée, craignant peut-être que cela ne compromette son emploi dans la fonction publique.

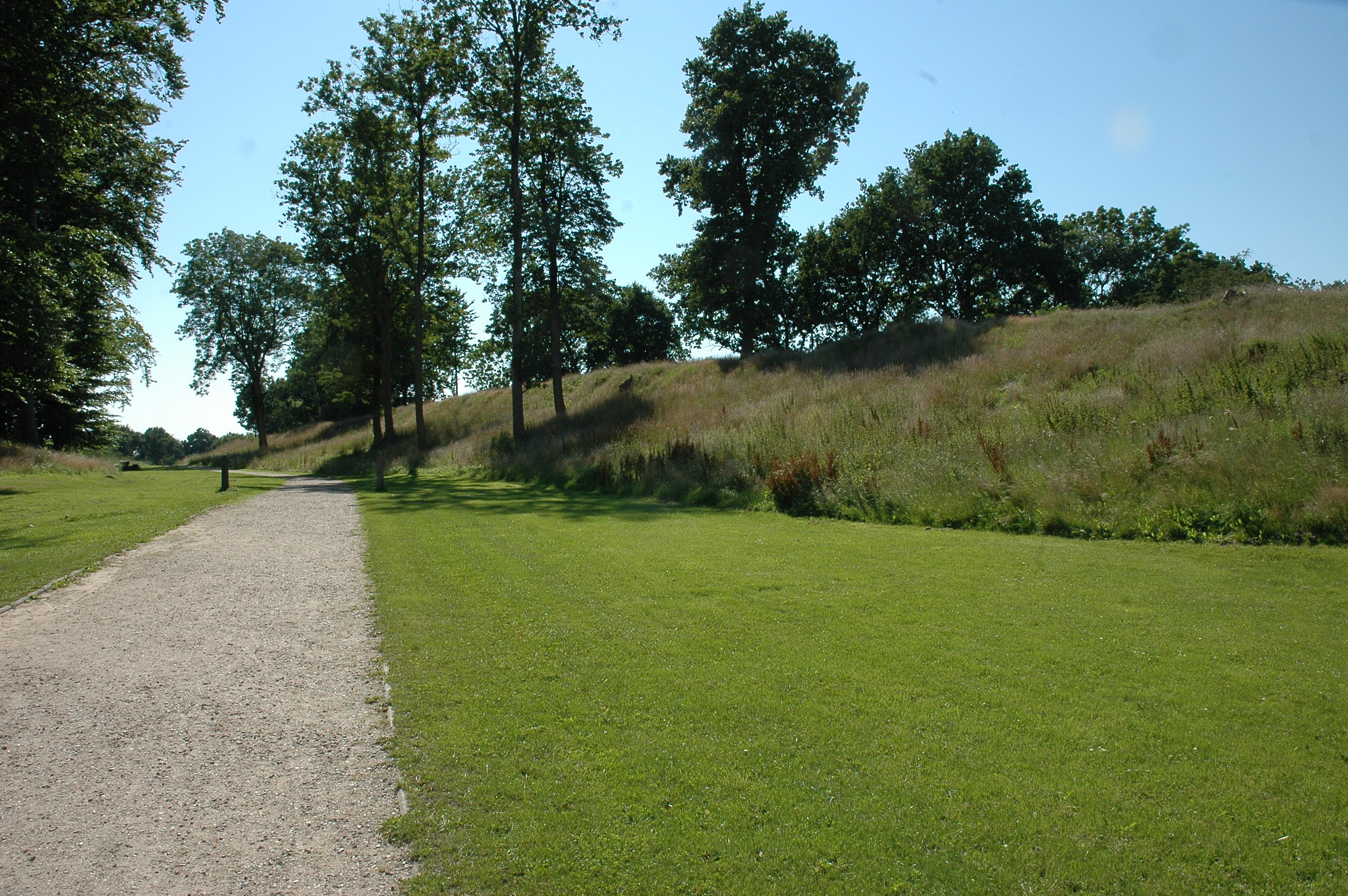
En 1938, Crawford est guidé autour du Danevirke par des archéologues allemands (photographie prise en 2008).

En Grande-Bretagne, il photographie des sites associés aux marxistes Karl Marx et Vladimir Lénine. Il photographie également les signes érigés par les propriétaires terriens et les groupes religieux, croyant qu'en le faisant, il documenterait les traces de la société capitaliste avant qu'elles ne soient balayées par le socialisme. En Grande-Bretagne et lors d'une visite en Allemagne, il photographie de la propagande et des graffitis pro-fascistes et antifascistes. Comme beaucoup de personnes très à gauche à l'époque, il croit que le fascisme est une expression temporaire et extrême de la société capitaliste qui va bientôt être vaincue par le socialisme. Il exprime néanmoins son admiration pour l'établissement archéologique allemand sous le gouvernement nazi, soulignant que l'État britannique accuse un retard considérable en termes de financement des fouilles et d'incitation à l'étude de l'archéologie dans les universités ; il s'abstient de commenter le programme politique des nazis dans la promotion de l'archéologie.
Malgré ses convictions socialistes et pro-soviétiques, Crawford croit en la collaboration avec tous les archéologues étrangers, indépendamment des différences politiques ou idéologiques. Au début de 1938, il donne des conférences sur l'archéologie aérienne au ministère allemand de l'Air ; le ministère publie son exposé sous le titre Luftbild und Vorgeschichte, et Crawford est frustré que le gouvernement britannique ne publie pas son travail avec le même enthousiasme. De là, il se rend à Vienne pour rencontrer son ami, l'archéologue Oswald Menghin ; Menghin l'emmène à un événement célébrant l'Anschluss, où il rencontre l'important nazi Josef Bürckel. Peu de temps après, il passe ses vacances dans le Schleswig-Holstein, où des archéologues allemands l'emmènent voir le Danevirke.
À la fin des années 1930, il commence à travailler sur un livre intitulé Bloody Old Britain, qu'il décrit comme « une tentative d'appliquer des méthodes archéologiques à l'étude de la société contemporaine » et pour lequel il est fortement critiqué par ses compatriotes. Il observe la Grande-Bretagne des années 1930 à travers sa culture matérielle, Crawford jugeant qu'il s'agit d'une société dans laquelle les apparences, les vêtements, par exemple, ont plus d'importance que la valeur, privilégiant la respectabilité bourgeoise au détriment du confort. Il attribue une grande partie de cela à l'impact du capitalisme et du consumérisme sur la culture britannique. Le travail s'inscrit dans un genre établi de publications des années 1930 qui déplore l'état de la société britannique, en particulier la qualité de ses produits alimentaires et manufacturés ainsi que sa banlieusardisation croissante. Au début de la Seconde Guerre mondiale, l'œuvre devient moins commercialisable en raison de son caractère non patriotique, et lorsque Crawford la propose aux éditions Methuen en 1943, ils la refusent ; il en donne des copies à quelques amis, mais ne la publie jamais.

#### Seconde Guerre mondiale

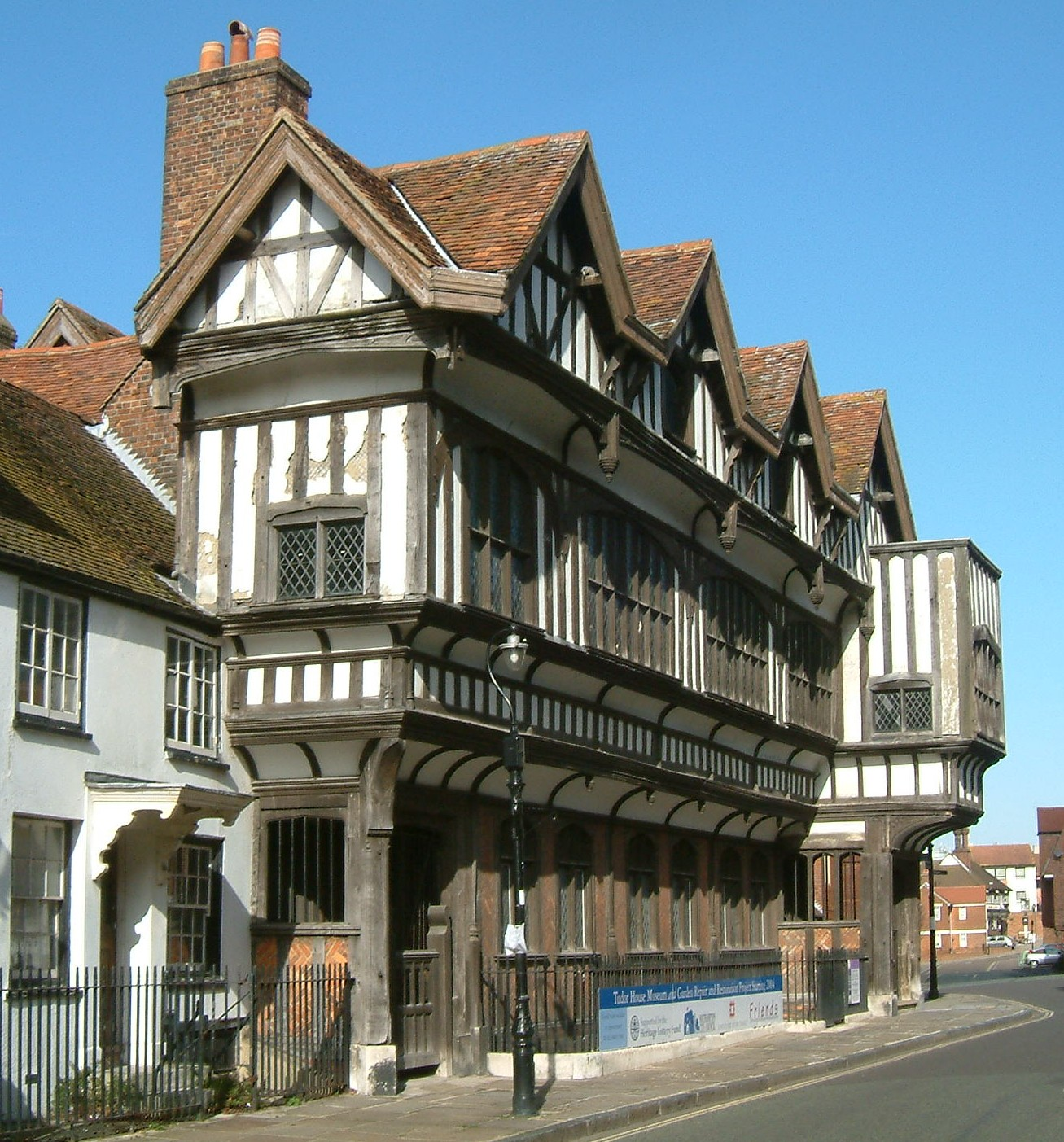
Crawford s'est intéressé à l'architecture historique de Southampton qui inclut cet édifice du XVIe siècle (photographie prise en 2002).

En prévision de la Seconde Guerre mondiale, Crawford exprime l'opinion de rester « neutre » et de ne pas prendre parti, non pas parce qu'il privilégie le fascisme au détriment de la démocratie libérale, mais parce qu'il voit les deux comme des formes répugnantes de la société capitaliste qui seront finalement balayées par une révolution socialiste ; selon ses propres termes, la guerre serait « un choc d'impérialismes, une querelle de gangsters ». Après l'éclatement de la guerre, il décide qu'en cas d'invasion allemande de la Grande-Bretagne, il détruirait toute sa littérature de gauche de peur de persécutions en tant que propriétaire.
En novembre 1940, la Luftwaffe allemande commence à bombarder Southampton, où se trouvent les bureaux de l'OS. Crawford emporte certaines des anciennes cartes de l'OS et les conserve dans le garage de sa maison de Nursling, tout en exhortant sans succès le directeur général à mettre les archives, livres, documents, cartes et photographies de l'OS à l'abri dans un endroit sûr. Par la suite, le quartier général de l'OS est détruit lors de bombardements, ce qui entraîne la perte de la plupart de ces archives. Le refus de l'administration de l'OS de prendre ses avertissements au sérieux irrite Crawford, exacerbant sa colère face à la bureaucratie et aux formalités administratives de la fonction publique. Selon ses mots, « essayer d'aller de l'avant dans la fonction publique, c'était comme nager dans un lac de colle ». Il rompt son adhésion à diverses sociétés britanniques et tente en vain de trouver un emploi à l'étranger.
Avec peu de travail pour un officier archéologue à l'OS en temps de guerre, Crawford est détaché à la Commission royale sur les monuments historiques d'Angleterre au milieu de l'année 1941 « pour des tâches spéciales en temps de guerre ». Il est chargé d'un projet de documentation photographique à Southampton pour les Archives historiques de l'Angleterre, qui produisent des images de nombreux bâtiments ou éléments architecturaux anciens menacés par la campagne de bombardement de la Luftwaffe. Il apprécie la valeur de ce travail, prenant 5 000 photographies au cours de la guerre,. En 1944 est fondé le Council for British Archaeology auquel Crawford est invité à siéger. Mais il décline l'offre dès le conseil inaugural, étant mitigé au sujet du projet.

### Dernières années: 1946-1957
En 1946, dès que la première occasion se présente, Crawford démissionne de son poste de l'OS, où il est remplacé par Charles Philips. Il demeure dans la région de Southampton et conserve son intérêt pour l'architecture de la ville, en particulier celle du Moyen Âge. En 1946, il est membre fondateur d'un groupe de pression, Friends of Old Southampton, qui cherche à protéger l'architecture historique de la ville contre la destruction dans le contexte du développement de l'après-guerre,. Il est également préoccupé et terrifié par la perspective d'une guerre nucléaire, exhortant les autorités archéologiques à faire des copies de toutes leurs informations et à les diffuser en différents endroits pour s'assurer que les connaissances survivent à la Troisième Guerre mondiale. En gardant ses valeurs de gauche, en 1945 et 1946, il s'implique quelque peu dans le Parti travailliste, bien qu'ailleurs il se moque de l'« ignorant » qui pense que le Parti travailliste « représente véritablement » le socialisme. Vers la fin des années 1940, il devient de plus en plus déçu par l'Union soviétique après avoir lu Le Zéro et l'Infini d'Arthur Koestler, un roman sur les Grandes Purges de Joseph Staline et les procès de Moscou, et appris comment les scientifiques soviétiques qui ne soutiennent pas les idées de Trofim Lyssenko ont été persécutés. En 1950, après avoir lu les mémoires de Margarete Buber-Neumann, il se décrit « anti-soviétique [et] anticommuniste fanatique ».

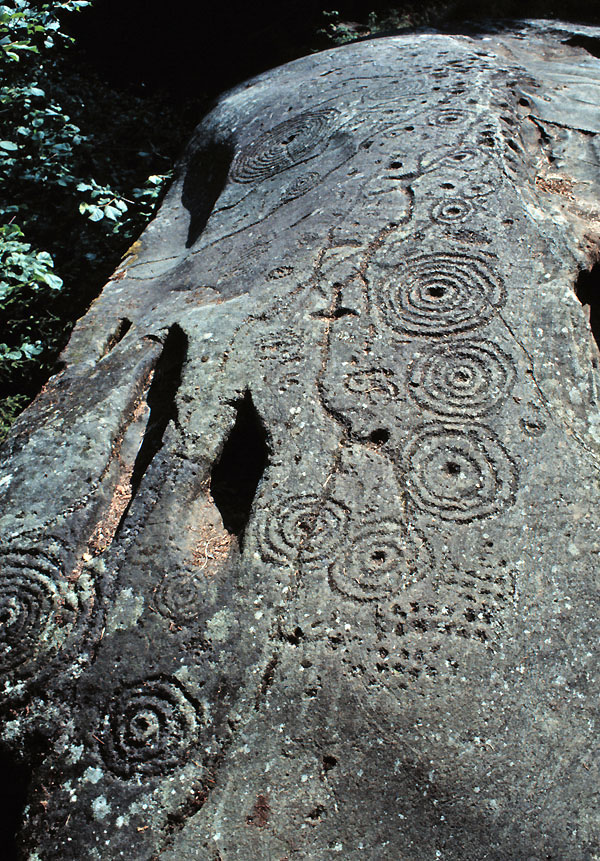
Dans The Eye Goddess, Crawford soutient que les cercles concentriques néolithiques trouvés en Europe représentent l'œil d'une déesse.

En 1949, Crawford est élu Fellow de la British Academy, et, en 1950, il est nommé Commandeur de l'Ordre de l'Empire britannique,. En 1952, l'université de Cambridge lui décerne un doctorat en lettres honorifique pour ses contributions à l'archéologie aérienne.
Crawford porte de nouveau son attention sur l'archéologie soudanaise, décrivant le Soudan comme « un pays d'évasion de l'esprit à une époque où l'île de Grande-Bretagne était une prison austère ». À l'invitation du gouvernement soudanais, il se rend dans le pays en janvier 1950 pour une mission de reconnaissance archéologique, avant de visiter le Nil en 1951,. De décembre 1951 à mars 1952, O. G. S. Crawford effectue une reconnaissance le long du fleuve, entre Atbara et Abou Hamed, soit une distance de plus de 200 km. Il relève 38 sites archéologiques. À Nursling, il écrit un livre sur le sultanat de Sennar, dans le nord du Soudan,,,, publié la même année que son rapport sur les fouilles d'Abu Geili au Soudan, longtemps retardé, co-écrit avec Frank Addison. Il publie ensuite en 1953 le livre Castles and Churches in the Middle Nile Region. Un autre ouvrage de Crawford à cette époque est une courte histoire de Nursling, ainsi qu'un guide d'introduction aux études paysagistes, Archaeology in the Field, publié en 1953,. La même année il signale à Getaina, une ville située à 80 km au sud de Khartoum, la découverte de trois briques portant des inscriptions en grec et avance que la ville marquait la frontière sud de la chrétienté nubienne. À environ 3-4 km au sud de la ville, il remarque une concentration de tessons et de larges briques cuites, à proximité de la tombe de Faki Mahmoud. En 1955, il publie son autobiographie Said and Done,, que l'archéologue Glyn Daniel et l'historien Mark Pottle — les auteurs de l'article de Crawford dans le Dictionary of National Biography — décrivent comme « une autobiographie vivace et amusante dans laquelle son personnage se dévoile clairement ».
Après la découverte de l'art rupestre préhistorique à Stonehenge en 1953, Crawford décide d'examiner les gravures sur les monuments mégalithiques de Bretagne. S'inspirant de ce sujet, il publie en 1957 The Eye Goddess. Dans ce livre, il fait valoir que de nombreux dessins abstraits figurant dans l'art rupestre préhistorique sont des représentations d'yeux. Il soutient en outre qu'ils constituent la preuve d'une religion consacrée à une déesse mère qui a existé dans l'Ancien Monde, du paléolithique jusqu'à la période de la christianisation,. Au cours de cette même décennie, des idées similaires voient également le jour au sujet d'une religion néolithique centrée autour d'une grande déesse épousée dans les œuvres de Childe et Daniel ; l'historien Ronald Hutton a par la suite noté : « qu'il y ait ou non un « âge de la déesse » dans l'Europe néolithique, il y en avait certainement un parmi les intellectuels européens au milieu du vingtième siècle ». Le livre de Crawford n'est pas bien accueilli dans le milieu universitaire.
Crawford s'intéresse également aux chats et apprend à imiter leurs vocalises, en les interprétant sur une émission de la BBC, The Language of Cats, qui se révèle populaire et donne lieu à une série de lettres d'admirateurs,. Un éditeur américain lui propose d'écrire un livre sur le sujet, mais Crawford n'achève pas l'ouvrage,. Au milieu des années 1950, Crawford commence à s'intéresser à l'astronomie et aux modèles cosmologiques portant sur l'origine de l'Univers, en privilégiant la théorie de l'état stationnaire soutenue par Fred Hoyle, selon laquelle l'Univers est éternel, sans commencement ni fin.
En 1951, le volume Aspects of Archaeology in Britain and Beyond: Essays Presented to O. G. S. Crawford, dirigé par Grimes, est publié à l'occasion du 65e anniversaire de Crawford,,. Après avoir passé en revue l'anthologie de Antiquity, J. v. d. Waals et R. J. Forbes la décrivent comme « un cadeau d'anniversaire exquis ». De nombreux associés de Crawford s'inquiètent pour lui, conscients qu'il vit seul dans son chalet de Nursling, avec seulement la compagnie de sa femme de ménage âgée et de ses chats, et qu'il lui manque une voiture ou un téléphone. C'est là qu'il meurt dans son sommeil, la nuit du 28 au 29 novembre 1957,,.
Il a fait détruire certaines de ses lettres et livres, tandis que d'autres devaient être envoyées à la bibliothèque bodléienne, à condition que certaines d'entre elles ne soient pas ouvertes avant l'an 2000. Son corps est inhumé dans le cimetière de l'église de Nursling. Selon ses instructions, le titre de « Rédacteur en chef de Antiquity » est inscrit sur sa pierre tombale, ce qui témoigne de son désir d'être surtout considéré comme archéologue. À la mort de Crawford, Daniel prend en charge la rédaction d'Antiquity.

## Personnalité
« Let it be recorded in letters of brass that here was no mere spirit of mischief, no subliminal grievance seeking outlet. Crawford's overriding quality was a complete integrity which robbed his passion and his prejudice of all poison, even when (as on occasion) it seemed to some of us least apt. His directness, let us call it, was a facet of that vital integrity. »
—  Mortimer Wheeler, 1958. 
        
« Qu'il soit gravé dans le cuivre qu'il n’y avait là aucun esprit de malice, aucun grief subliminal cherchant à s'extérioriser. La qualité primordiale de Crawford était une intégrité totale qui préservait sa passion et ses préjugés de tout poison, même quand (à l'occasion) ils semblaient à certains d’entre nous les moins appropriés. Sa franchise, appelons-la ainsi, était une facette de cette intégrité vitale. »
Les convictions socialistes de Crawford sont connues de ses collègues et de ses associés, tout comme son aversion pour la religion. Bien qu'il soit devenu athée pendant son séjour au Marlborough College, on ne sait pas exactement quand il a épousé les valeurs du socialisme. Il mettait fortement l'accent sur l'autosuffisance personnelle et exprimait ouvertement son mépris pour ceux qui avaient besoin d'interaction sociale pour leur propre bonheur. Sa vie d'adulte est solitaire, sans famille et sans personne à charge. Son orientation sexuelle demeure inconnue, et Bowden note que les relations de Crawford avec les femmes étaient « cordiales mais non significatives ». Il aimait beaucoup les chats et en avait plusieurs. Il élevait aussi des porcs pour se nourrir et cultivait des légumes dans son jardin à Nursing. Grand fumeur, il était connu pour rouler ses cigarettes.
Crawford était souvent irritable et certains collègues estimaient qu'il était exaspérant de travailler avec lui. Il était connu pour son manque de patience,, et quand il était en colère ou frustré, il lançait son chapeau par terre dans un geste de rage,. Dans la biographie sur Crawford écrite par Kitty Hauser, l'auteure note que « des événements apparemment insignifiants l'ont marqué à vie », car il se souvenait des ressentiments blessants pendant des décennies. Bowden est d'opinion que, même si Crawford « avait un tempérament vif, qu'il s'efforçait de contrôler... il était essentiellement un homme amical », ajoutant qu'il pouvait être « sociable, hospitalier et gentil ».
Jonathan Glancey qualifie Crawford d'« anti-héros convaincant et déterminé mais acariâtre » et d'« excentrique essentiellement victorien ». Le décrivant comme « une combinaison très britannique de snobisme et de rébellion », notant également qu'il n'est « pas un grand intellectuel ». De même, Clark exprime l'opinion que « les réalisations de Crawford » découlent de son « intégrité morale et de son unicité d'esprit » plutôt que de sa « brillance intellectuelle exceptionnelle ». Le journaliste Neal Ascherson décrit Crawford comme un « intellectuel non conventionnel ». Ascherson ajoute que Crawford était « introverti, généralement mal à l'aise avec les autres membres de l'espèce humaine, sauf à l'écrit, et doutant de la célébrité personnelle », contrastant ainsi avec ses contemporains « libres » Wheeler et Daniel.
« He had a habit, disconcerting to some people, of judging others, however distinguished by rank, wealth, abilities, or official position, solely according to what they put into archaeology. From such a judgement there can be no doubt how Crawford himself emerges. Before he died he had become in very fact a kind of uncle to British Archaeology. »
— Grahame Clark, 1958. 
        
« Il avait l'habitude, déconcertante pour certaines personnes, de juger les autres, même s'ils se distinguaient par leur rang, leur richesse, leurs capacités ou leur position officielle, uniquement en fonction de ce qu'ils considéraient de l'archéologie. D'un tel jugement, il ne peut y avoir aucun doute sur la façon dont Crawford lui-même apparaissait. Avant sa mort, il était en fait devenu une sorte d'oncle de l'archéologie britannique. »
Daniel considère que Crawford avait un « désir messianique » de promouvoir l'archéologie « aux peuples du monde ». Homme d'opinion et dogmatique, il méprisait ceux qui voyaient le passé d'une manière différente de la sienne. Piggott note que Crawford n'était pas en mesure de sympathiser avec les points de vue de ceux qui étudiaient les sociétés passées par le biais d'une discipline autre que l'archéologie, comme l'histoire ou l'histoire de l'art, et qu'il ne pouvait sympathiser avec « quiconque n'était pas aussi passionné que lui-même dans le domaine des antiquités ». Par exemple, dans l'une de ses publications, Crawford rejette les historiens comme « libérateurs » et « propres ». L'archéologue Jacquetta Hawkes commente que, dans les éditoriaux de Crawford pour Antiquity, il faisait preuve d'une « indignation vertueuse » envers « tous ceux qui, de l'État, des gouvernements du Dominion et des colonies, des universités et des musées, réviseurs tardifs et correcteurs de preuves négligents ».
Wheeler, qui considérait Crawford comme « l'un de ses amis les plus proches », a affirmé que ce dernier était « un adversaire franc et intransigeant » et un homme qui avait une « joie enfantine en qualifiant le bluff de la convention ». Il ajoute que Crawford faisait preuve de « l'impatience divine du pionnier » et qu'il avait une « incapacité à travailler sous la contrainte. S'il se joignait à un comité ou à une confrérie, il le faisait uniquement pour démissionner dès la première occasion. ». Piggott décrit Crawford comme un mentor qui « était encourageant, serviable et peu conventionnel : sa critique acerbe et virulente de ce qui était alors passé pour l'institution archéologique était de la musique à l'oreille d'un écolier ».
O. G. S. Crawford aimait raconter de bonnes histoires, il lisait celles de Sherlock Holmes et était un bon cuisinier,.

## Postérité
Crawford était très respecté par ses pairs. Selon Hauser, au moment de sa mort, Crawford avait « acquis un statut presque mythique parmi les archéologues britanniques en tant que descendants intransigeants — pour excentriques qu'ils soient ». En 1999, l'archéologue John Charlton qualifie Crawford de « pionnier de l'archéologie britannique de ce siècle », tandis que neuf ans plus tard, Ascherson le décrit comme « l'une des grandes figures de la génération » moderne « qui a transformé la pratique archéologique britannique et ses institutions entre 1918 et — disons — 1955 ». Ascherson note que les contributions de Crawford à l'archéologie n'ont pas grand-chose à voir avec la théorie archéologique et qu'elles ont plutôt trait aux « institutions et aux outils qu'il a légués à sa profession », dont Antiquity. Crawford consacrait peu de temps à l'interprétation des documents archéologiques, et lorsqu'il le faisait, il adoptait généralement des interprétations fonctionnelles, croyant que les gens des sociétés traditionnelles consacraient presque tout leur temps à la survie plutôt qu'à se comporter selon des concepts religieux ou symboliques ; en cela, il était typique de son temps et influencé par le matérialisme marxiste.
« When the history of British Archaeology comes to be written, it is safe to say that the name of O. G. S. Crawford will bulk more largely than the record of his own substantial achievements in research. He is likely to be remembered both as an innovator and even more for the stimulus he gave to others. »
— Grahame Clark, 1951. 
        
« Quand l'histoire de l'archéologie britannique sera écrite, il est certain d'affirmer que le nom d'O. G. S. Crawford sera plus important que les rapports de ses propres réalisations considérables dans la recherche. On se souviendra probablement de lui à la fois comme d'un innovateur et plus encore pour la motivation qu'il a suscité chez d'autres. »
Crawford était reconnu pour ses contributions à l'archéologie, qu'il a fait connaître auprès d'une grande partie du public britannique. L'archéologue Caroline Malone déclare que beaucoup considéraient Crawford comme « un archéologue "amateur", ce qui lui donnait la latitude de publier et de commenter hors des limites imposées par les revues locales et d'offrir une vision d'une discipline nouvelle et universelle ». Clark exprime l'opinion que Crawford « a toujours désiré restaurer la chair et le sang et faire du passé une réalité pour la génération vivante », ce qui a aidé à attirer un plus grand public pour l'archéologie britannique que beaucoup de ses collègues. Wheeler fait remarquer qu'il était « notre plus grand publiciste archéologique ; il enseignait le monde sur l'érudition [archéologique], et aux savants sur leurs travaux respectifs »,. Commentant la rédaction de Crawford dans Antiquity, Hawkes exprime l'opinion que son « habileté à diriger entre la simplification excessive et la surspécialisation a permis au magazine de réussir admirablement dans son rôle d'intermédiaire pour les experts et le public ».
Le système de Crawford, qui consignait les sites archéologiques dans le dossier archéologique de l'OS, a permis d'établir le plan directeur sur lequel se sont fondés les documents archéologiques nationaux ultérieurs en Angleterre, en Écosse et au Pays de Galles, ainsi que les documents des sites et des monuments locaux. Au XXIe siècle, les archives photographiques de Crawford, conservées à l'Institut d'archéologie de l'université d'Oxford, sont encore consultées par les archéologues qui cherchent à voir comment divers sites apparaissent au cours de la première moitié du XXe siècle. En 2008, Kitty Hauser publie la biographie de Crawford, Bloody Old Britain. En passant en revue son travail pour The Guardian, Glancey le décrit comme « un livre vraiment fascinant et inattendu ». Dans Public Archaeology, Ascherson juge l'œuvre « pleine de perception intelligente et de perspicacité sympathique », mais critique son manque de références et ses « erreurs occasionnelles de fait ».
Selon Sandrine Robert « L'apport d'O.G.S. Crawford et des prospecteurs aériens qui officient en Europe du Nord dans la première moitié du XXe siècle, comme G. Allen (1891-1940), J.K. St. Joseph (1912-1994), J. Bradford (1918-1975) ou encore J.A. Brongers (1933-...), est décisif car, contrairement aux découvertes faites autour de la Méditerranée, ils ne révèlent pas des ruines fossilisées dans des espaces abandonnés, mais des traces d'occupation anciennes dans des terrains toujours occupés et exploités. »
Photographe prolifique, O. G. S. Crawford a pris environ 10 000 photographies entre 1931 et 1957, dont environ 4 000 de Southampton et de la région du Wessex.
En 1939, il participait à la photographie des fouilles du bateau-tombe anglo-saxon de Sutton Hoo, dans le Suffolk. Présent sur le site du 24 au 29 juillet 1939, il a pris 124 photographies. Plusieurs de ses photographies ont été utilisées dans l'exposition du British Museum sur les artefacts de Sutton Hoo, mais il n'a pas été crédité à l'origine ; cela peut être dû au manque de reconnaissance de certains types de travaux archéologiques, tels que la photographie. Ses photographies ont documenté le processus d'excavation ainsi que les artefacts récupérés pendant les fouilles. Une documentation photographique d'une fouille archéologique était inédite à l'époque. 
Selon Gérard Chouquer et Magali Watteaux, O. G. S. Crawford était « clairement en avance sur son époque », il insistait sur « l'importance des études sur l'environnement, en liaison avec les autres branches scientifiques ».

## Publications
Une liste anonyme des publications de Crawford jusqu'en 1948 a été publiée dans son Festschrift de 1951.
| Année de publication | Titre | Co-auteur(s)      | Éditeur                                            |
| -------------------- | --- | ----------------- | -------------------------------------------------- |
| 1921                 | Man and his Past | -                 | Oxford University Press                            |
| 1922                 | Notes on Archaeology for Guidance in the Field                                                                                  | -                 | Ordnance Survey Office                             |
| 1922                 | The Long Barrows and Stone Circles in the Area Covered by Sheet 8 of the 1/4 Inch Map (The Cotswolds and the Welsh Marches)     | -                 | Ordnance Survey Office                             |
| 1922                 | The Andover District | -                 | Oxford University Press                            |
| 1924                 | Air Survey and Archaeology | -                 | Ordnance Survey                                    |
| 1924                 | The Long Barrows and Stone Circles in the Area Covered by Sheet 12 of the 1/4 Inch Map (Kent, Surrey and Sussex)                | -                 | Ordnance Survey                                    |
| 1924                 | Map of Roman Britain | -                 | Ordnance Survey                                    |
| 1925                 | The Long Barrows of the Cotswolds                                                                                               | -                 | Bellows                                            |
| 1928                 | Wessex from the Air | Alexander Keiller | Oxford University Press                            |
| 1929                 | Air Photography for Archaeologists                                                                                              |                   | H.M. Stationery Office                             |
| 1932                 | Map of Neolithic Wessex | -                 | Ordnance Survey                                    |
| 1934                 | Celtic Earthworks of Salisbury Plain: Old Sarum Sheet                                                                           | -                 | Ordnance Survey                                    |
| 1935                 | Map of Britain in the Dark Ages (South Sheet)                                                                                   | -                 | Ordnance Survey                                    |
| 1937                 | The Strip-Map of Litlington | -                 | Ordnance Survey                                    |
| 1938                 | Map of Britain in the Dark Ages (North Sheet)                                                                                   | -                 | Ordnance Survey                                    |
| 1948                 | The Topography of Roman Scotland North of the Antonine Wall                                                                     | -                 | Cambridge University Press                         |
| 1948                 | A Short History of Nursling | -                 | Warren and Sons                                    |
| 1951                 | The Fung Kingdom of Sennar: With a Geographical Account of the Middle Nile Region                                               | -                 | Bellows                                            |
| 1951                 | Abu Geili | F. Addison        | Oxford University Press for the Wellcombe Trust    |
| 1953                 | Archaeology in the Field | -                 | Frederick A. Praeger                               |
| 1953                 | Castles and Churches in the Middle Nile Region                                                                                  | -                 | Sudan Antiquities Service                          |
| 1955                 | Said and Done: The Autobiography of an Archaeologist                                                                            | -                 | Weidenfeld and Nicolson                            |
| 1957                 | The Eye Goddess | -                 | Phoenix House                                      |
| 1958                 | Ethiopian Itineraries, Circa 1400-1524: Including Those Collected by Alessandro Zorzi at Venice in the Years 1519-1524 (editor) | -                 | Cambridge University Press for the Hakluyt Society |